# Molophilus (Molophilus) luteipennis
Molophilus (Molophilus) luteipennis is een tweevleugelige uit de familie steltmuggen (Limoniidae). De soort komt voor in het Australaziatisch gebied.